# Seau
Pour les articles ayant des titres homophones, voir saut, sceau, sot et Sceaux.
Pour les articles homonymes, voir Seau (homonymie).
« Seau d'eau » redirige ici. Pour les articles homophones, voir Saut-d'Eau, Saut d'Eau et Sodo.

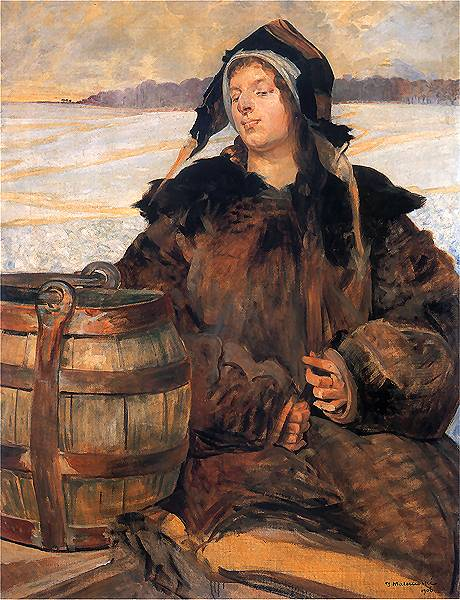
Femme au puits, Jacek Malczewski.

Un seau, également appelé chaudière en français québécois, est un récipient en forme de cylindre, ou de cône tronqué, à fond généralement plat, et muni d'une anse rabattable pour le transport. Il est utilisé pour le transport de liquides et parfois de solides. Il peut également être un emballage pour le stockage de certains produits industriels (comme la peinture) ou alimentaires (comme la crème fraîche), auquel cas il possède un couvercle de fermeture.
Les seaux métalliques possèdent souvent un « pied feuillard » en tôle plus épaisse, évitant au fond de toucher le sol, dans un souci de stabilité et de propreté. 
L’anse des seaux est souvent métallique. Elle peut disposer d’une poignée en bois ou en matière plastique. Elle peut avoir en son milieu, une forme de boucle permettant le passage d’une corde (seaux à puits ou seaux pour mariniers).
L’anse s’articule souvent dans deux pièces latérales appelées « oreillons »
Certains seaux peuvent avoir un bec verseur.
Les dimensions et la forme varient en fonction de l’usage. Il existe en effet de nombreux seaux spécifiques :
- seau à rafraîchir ;
- seau de fleuriste, avec ou sans poignées latérales ;
- seau à veaux ou à chevaux (renforcé pour supporter les chocs) ;
- seau à goudron, avec bec verseur ;
- seau incendie : Dans les bâtiments collectifs, le matériel de lutte contre l'incendie comprend souvent, à côté des lances à eau, un seau métallique rouge. C'est un modèle très particulier puisque son fond est bombé afin de ne pas être détourné pour un autre usage. De plus, ce fond est muni d'une poignée ce qui facilite le lancer de l'eau sur les flammes ;
- seau à douille : les seaux de ce type ne disposent ni d’anse ni de poignées, mais d’une douille qui permet d’y mettre un manche. Certains modèles servent à curer les fossés. D’autres, appelés « pots à lessives » permettaient autrefois de récupérer la lessive ayant servi à laver le linge afin de l’épandre sur les sols ;
- seau à charbon.

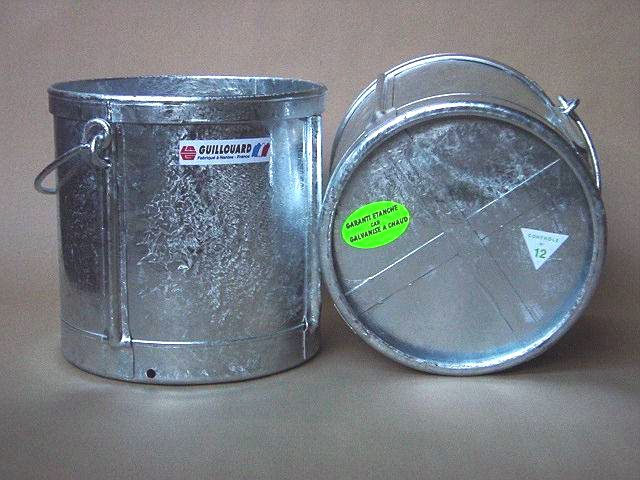
Seaux à chevaux fortement renforcés.
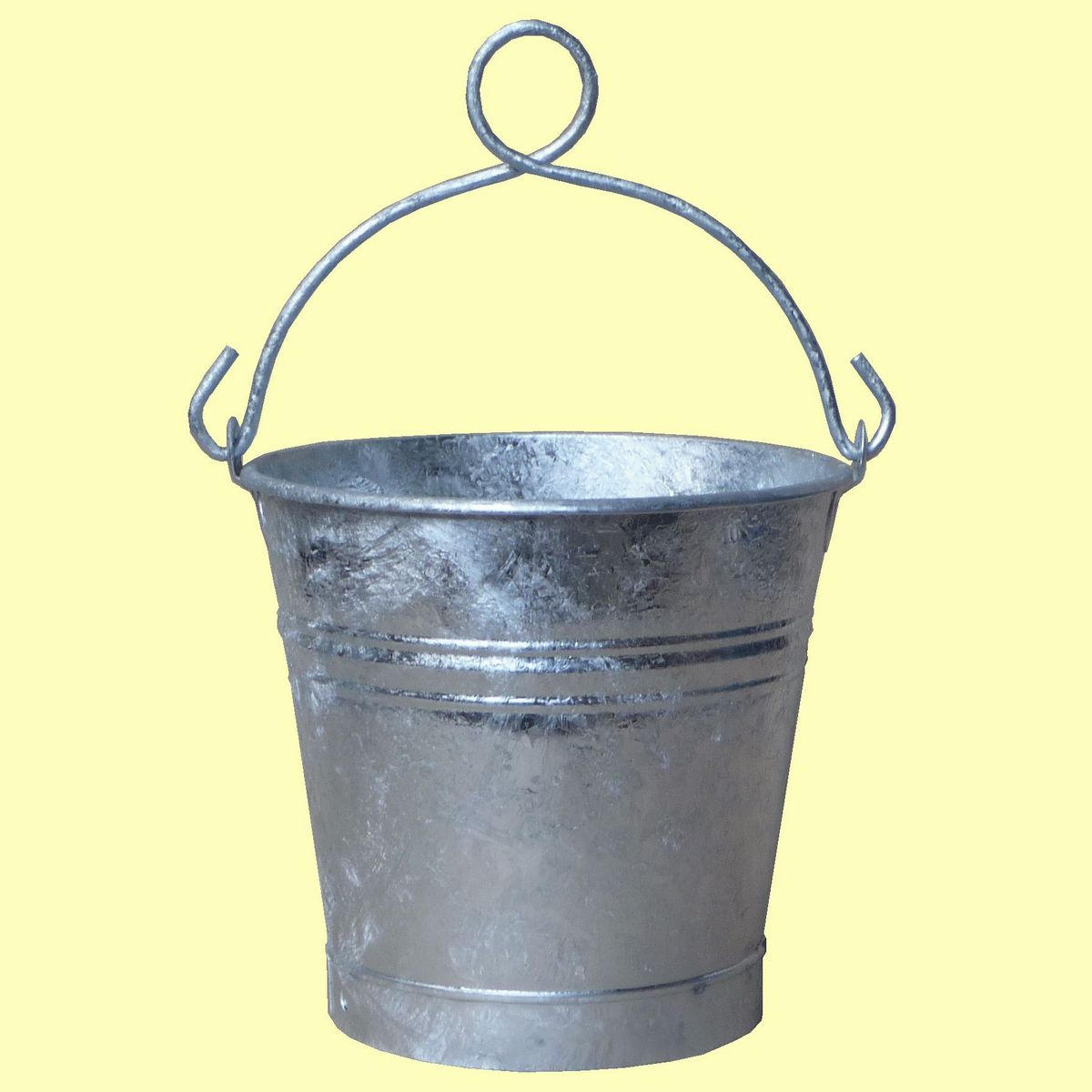
Seau à puits avec anneau pour le passage d’une corde.
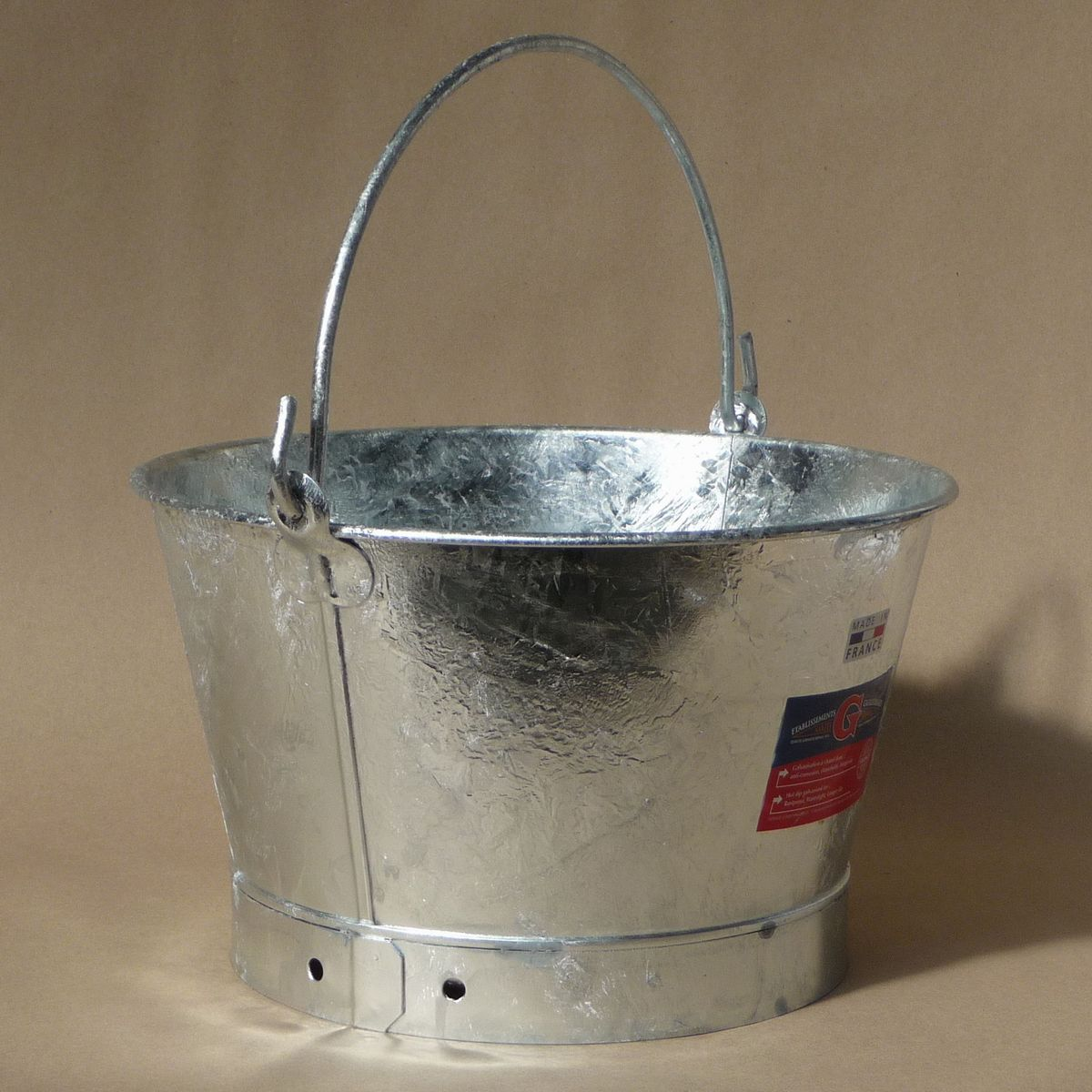
Seau à veaux en acier galvanisé à chaud.
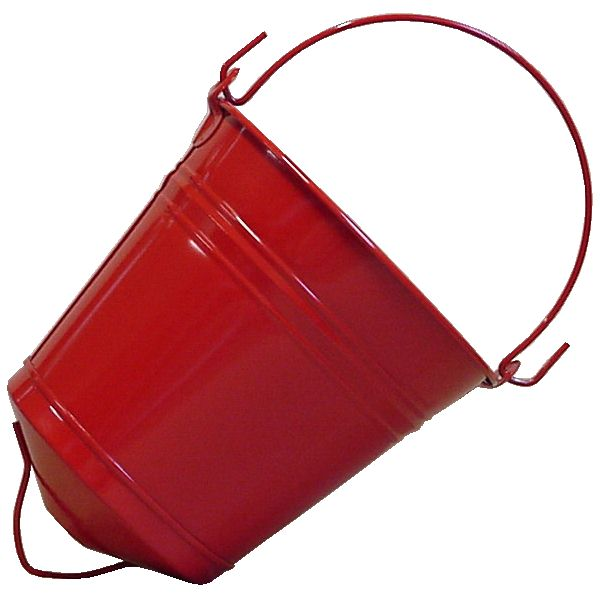
Seau incendie, à fond bombé muni d’une poignée.
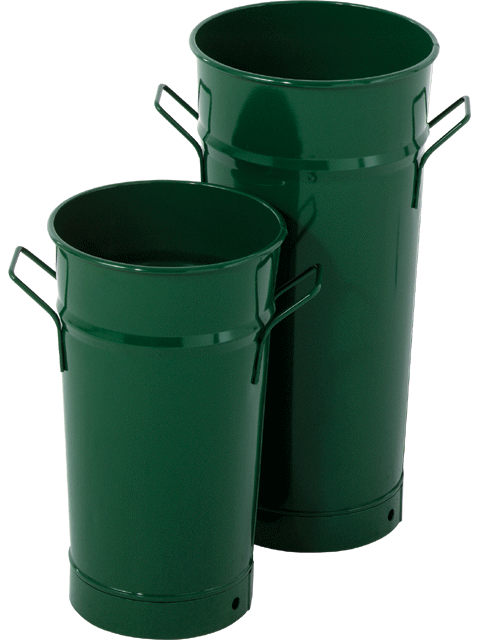
Seaux à fleurs, avec poignées.
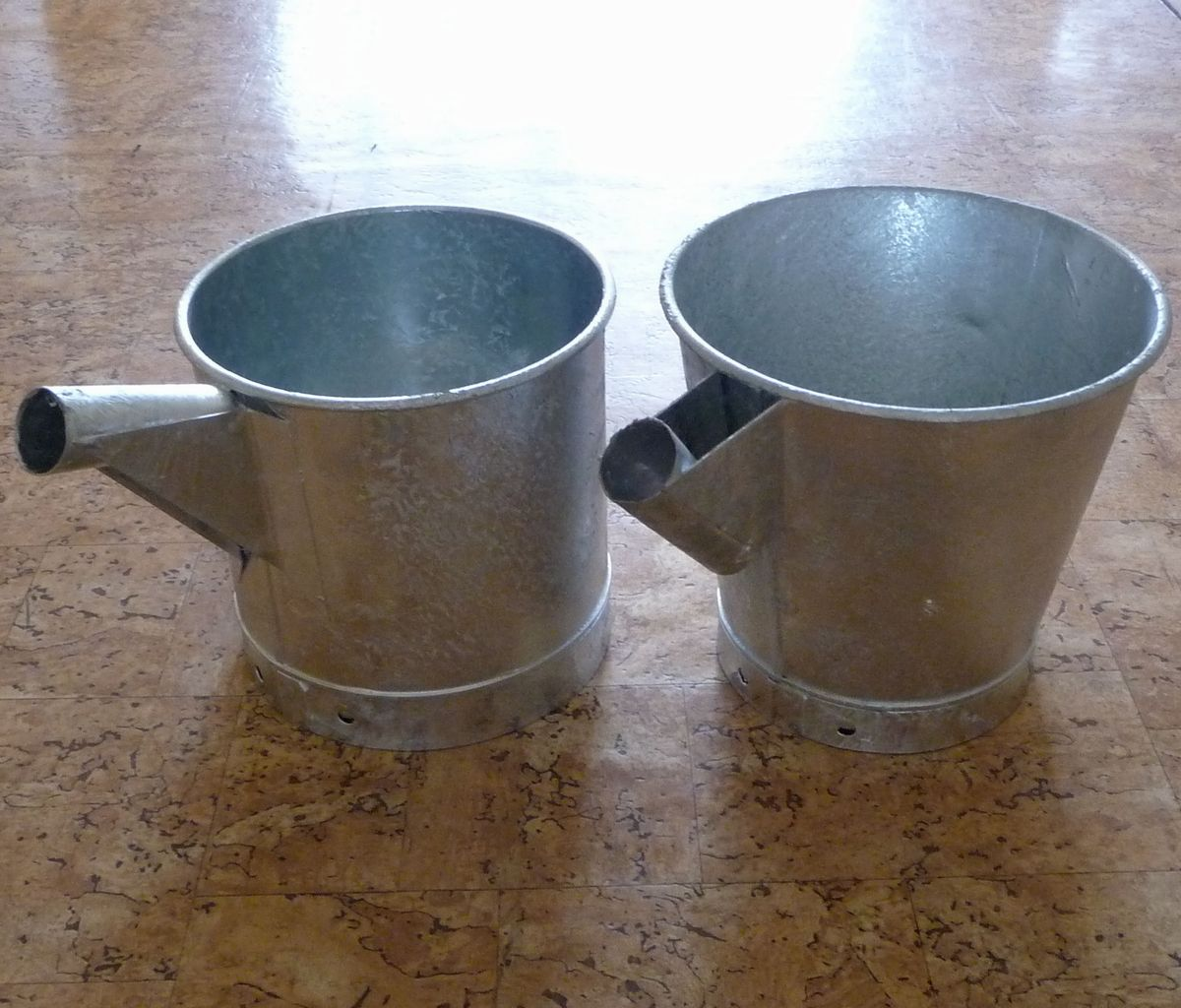
Pot à lessive et seau à douille.
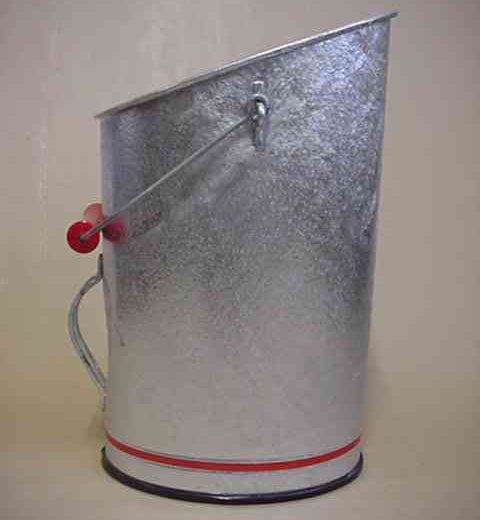
Seau à charbon avec une anse et une poignée.
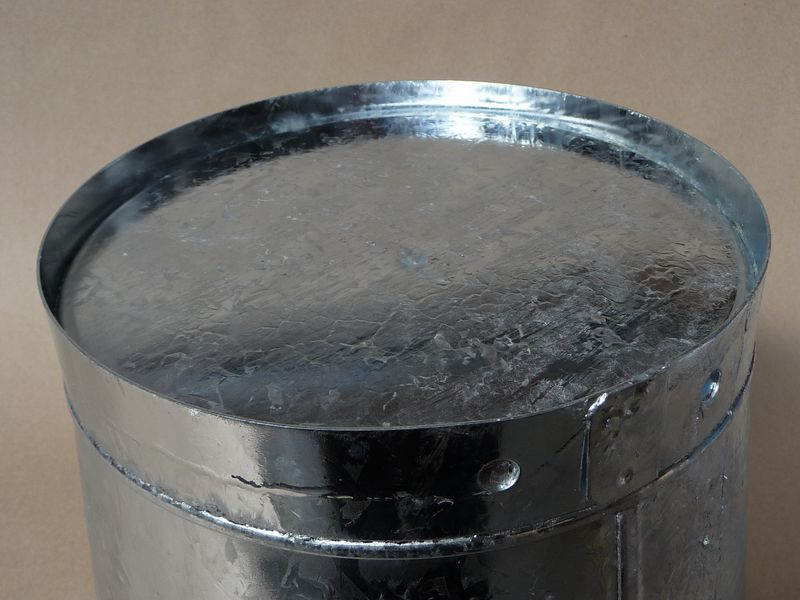
Détail : pied feuillard cerclant le fond d’un seau.
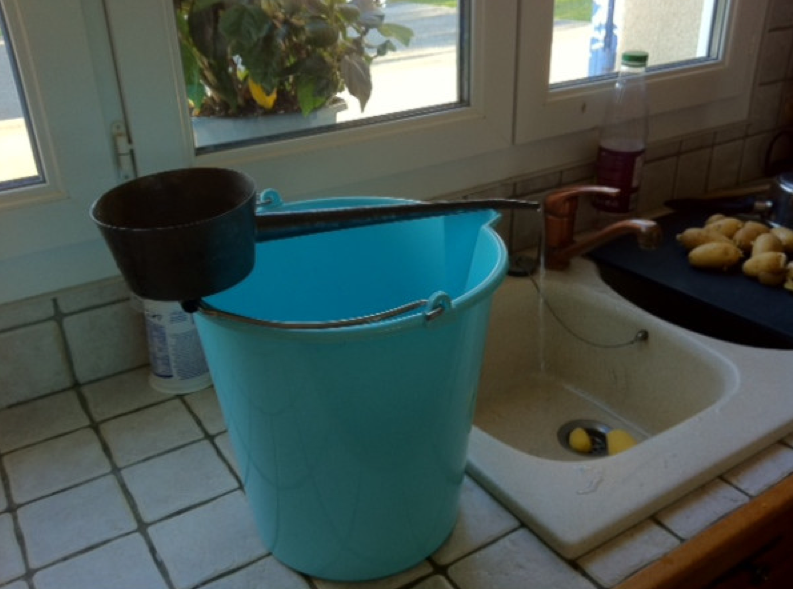
Cassotte sur un seau.

Autrefois, les seaux étaient façonnés en bois, à la façon des tonneaux. Longtemps, ils furent en tôle galvanisée, parfois en aluminium soudé, désormais ils sont le plus souvent en plastique moulé. 
Leur contenance est généralement de plusieurs litres, à l'exception toutefois des seaux de plage, jouets utilisés par les enfants dans un bac à sable ou sur une plage pour former des pâtés de sable.

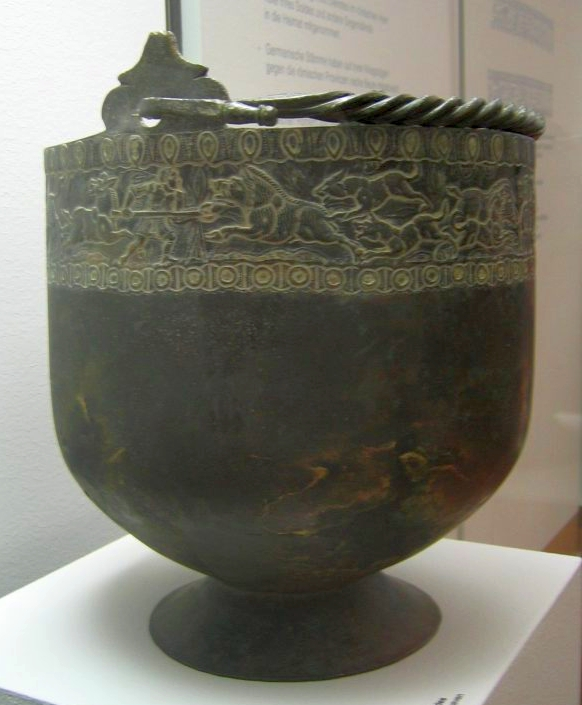
Seau romain en bronze.
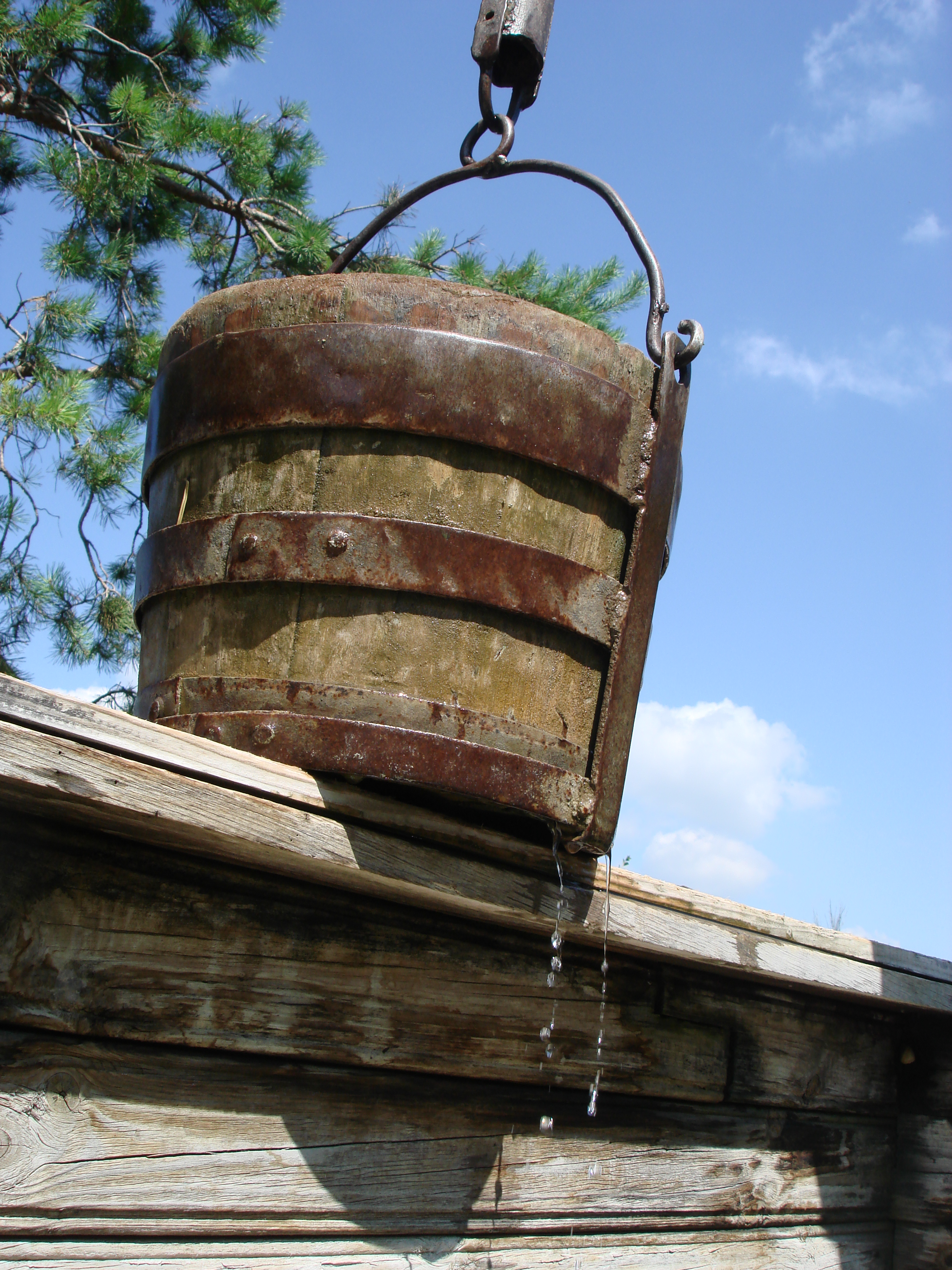
Seau en bois cerclé de fer.
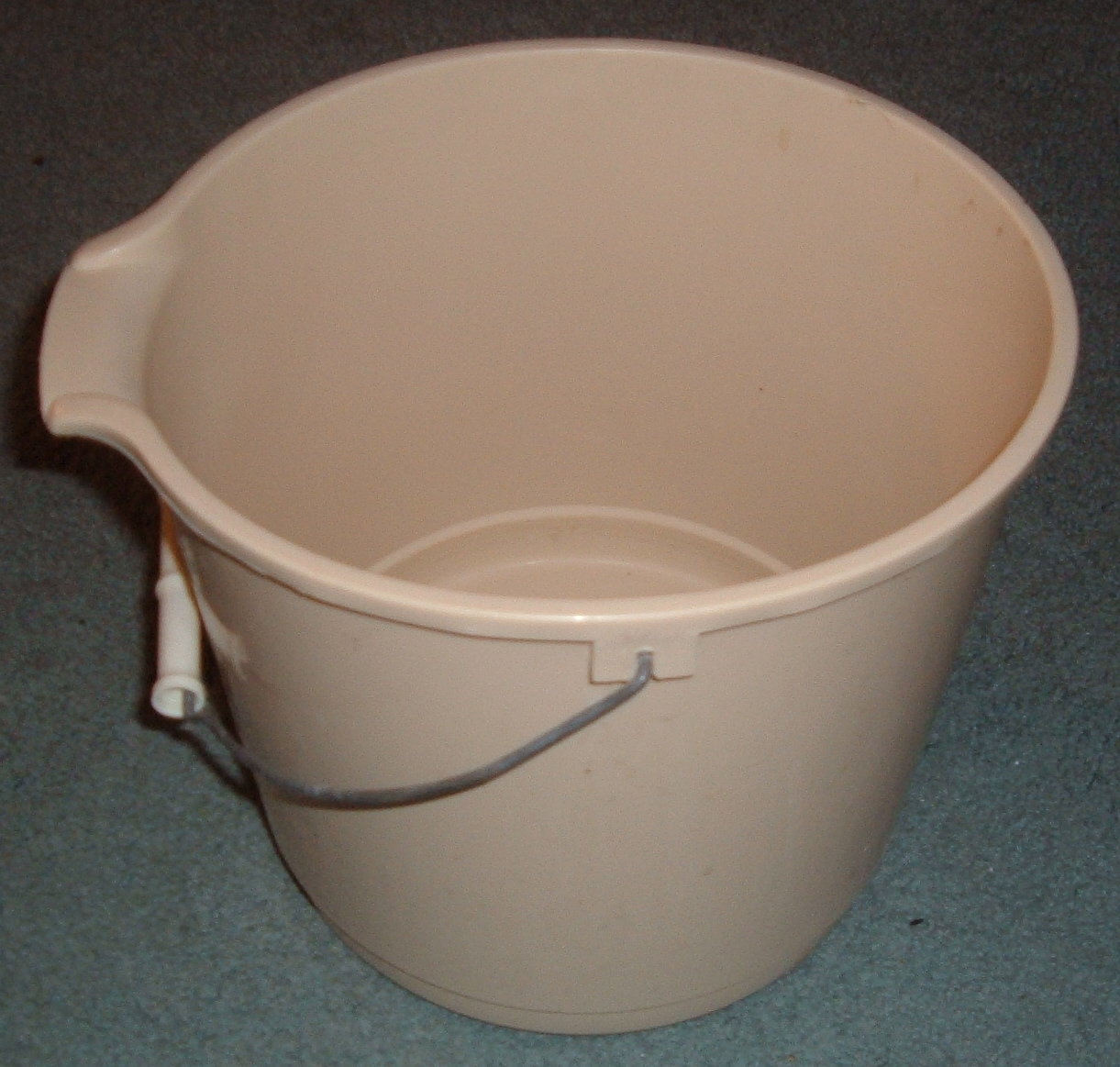
Seau en matière plastique, muni d'un bec verseur.
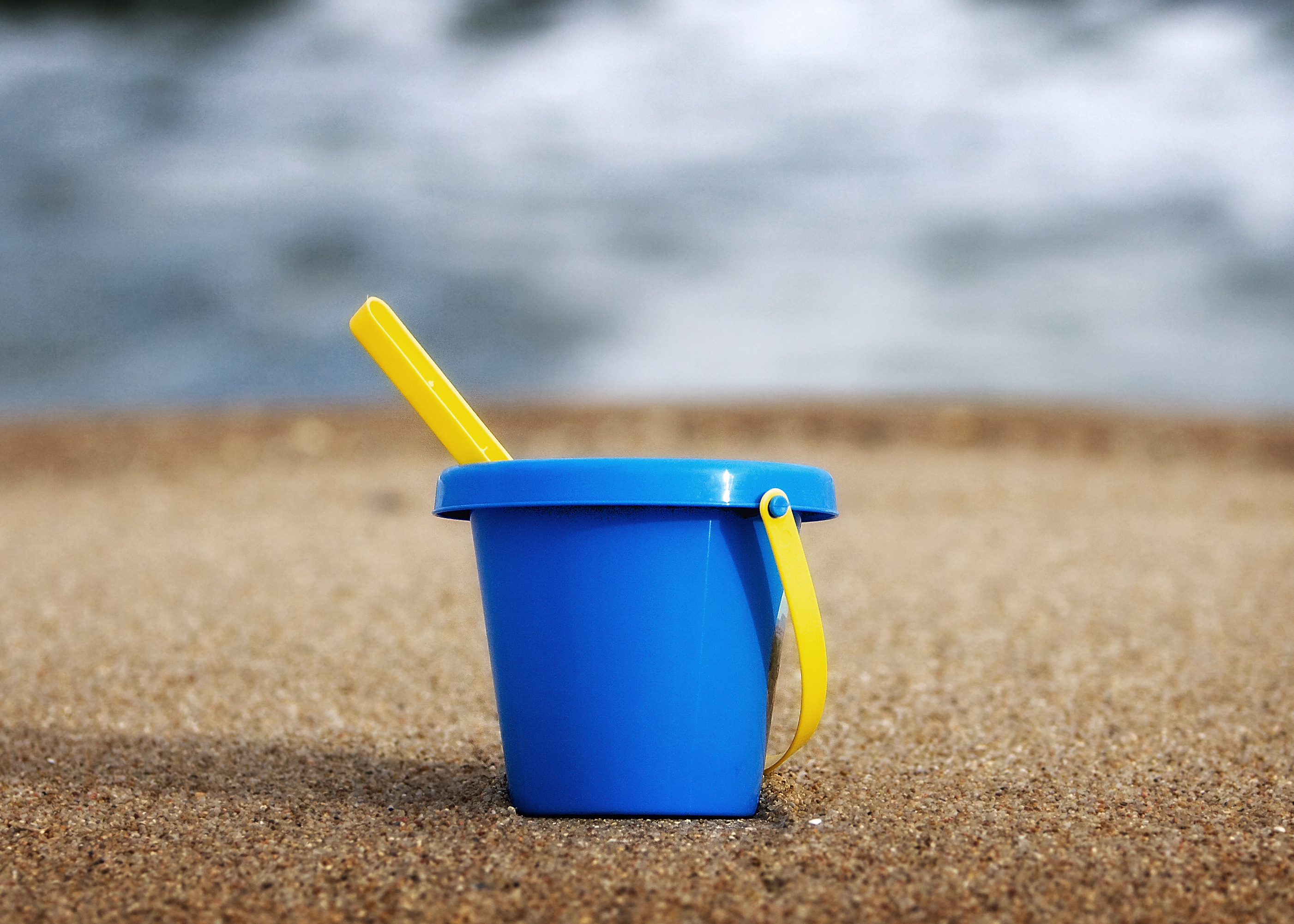
Seau de plage, jouet d'enfant.

## Annexe